# Ахмад III аль-Мустансир
Сайф-ад-давля Абу Джафар Ахмад III ибн Абд ал-Малик аль-Мустансир(араб.  سيف الدولة بن هود‎; убит 5 февраля 1146 ) — десятый (титулярный) эмир Сарагосы в 1119—1131 годах, происходил из рода Худидов. Фактически правил только замком Руэда, так как Сарагоса ещё в 1118 году была захвачена арагонцами. Также известен как Сайф ад-Даула ибн Худ, Сайф ад-Даула («Меч династии»), латинизированный вариант — Сафадола (Zafadola) .

## Биография
После того, как город Сарагоса был захвачен альморавидами в 1110 году, Ахмад вместе с отцом Абд ал-Маликом бежал в Руэду, чтобы противостоять захватчикам. Там они получили помощь от короля Арагона Альфонсо I. Владения династии Худидов в таких условиях сократились до городов Руэда и Борха и внутренними районами между ними. В 1130 году Абд ал-Малик умер, а в 1131 году Ахмад послал гонцов ко двору короля Альфонсо VII с предложениями о принятии вассалитета взамен на прекращение вражды. Король послал графа Родриго Мартинеса и королевского советника Гуттьере Фернандеса де Кастро в Руэду, чтобы заключить окончательные договоренности. После этого Ахмад и его сыновья отправились к Альфонсо, сдали Руэду и стали вассалами короля. Альфонсо, в свою очередь, передал Ахмаду в управление территорию в Королевстве Толедо с задачей её защиты от альморавидов.
Ахмад III ал-Мустансир принимал участие в боях с альморавидами при Хаэне, Гранаде и Мурсии, а также сражался против Альфонсо I Арагонского. В 1135 году он присутствовал на императорской коронации Альфонсо VII в Леоне. Ахмад защищал южную границу в 1146 году, когда Альфонсо VII послал некоторых своих рыцарей (Манрике де Лара, Понсе де Кабреру и Эрменгола Уржельского) ему в помощь. Однако, переусердствовав в сборе податей, Ахмад рассорился с королём и в 1146 году был убит после битвы при Чинчилья-де-Монте-Арагон посланными Альфонсо VII солдатами.